# Vinterstormen i Nordamerika 2007 (november-december)

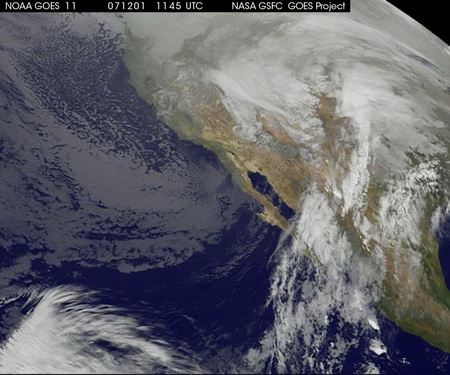
Läget den 1 december 2007

En stor vinterstorm som drabbade stora delar av USA samt södra Kanada under perioden 29 november-5 december  2007, och slog till mot Intermountain West samt Mellanvästra USA, Stora sjöarna och Nordöstra USA. Stormarna förde med sig snö till delar av Övre Mellanvästern, Great Plains samt Stora sjöarna den 1 december, samt en större vinterstorm i Quebec och Ontario samt delar av nordöstra USA den 2-3 december. Vinterstormen fortsatte i de kanadensiska kustprovinserna den 4-5 december. Isstormar rapporterades även på platser som Des Moines, Chicago, Detroit, Milwaukee och Toronto.
Den 2 december meddelades att 10 personer omkommit ute i trafiken, som ett resultat av stormen.

### Fotnoter
1. ↑  ”Foxnews 2 December 2007 - Deadly Winter Storm Slams Northeast”. Arkiverad från originalet den 10 november 2012. https://web.archive.org/web/20121110122128/http://www.foxnews.com/story/0,2933,314585,00.html#. Läst 14 juni 2013.